# Al Viola
Al Viola, pseudonimo di Alfredo Viola (New York, 16 giugno 1919 – Los Angeles, 21 febbraio 2007), è stato un chitarrista statunitense.

## Biografia
Nato a Brooklyn da genitori italiani, fin da piccolo iniziava a suonare il mandolino, aiutato dal fratello, che aveva bisogno di qualcuno che lo accompagnasse nei piccoli spettacoli che faceva. Dopo spettacoli in giro per gli Stati Uniti, durante la seconda guerra mondiale incontra Frank Sinatra che lo nota in un locale di Los Angeles e lo vuole con sé. Inizia così a esibirsi, dal 1946, alla chitarra, con The Voice, sulla East Coast, ad Atlantic City e successivamente in giro per il mondo, soprattutto negli anni sessanta e settanta. Nel 1973 celebre fu la sua esibizione al concerto che Sinatra tenne alla Casa Bianca, in occasione della festa degli italo-americani, davanti al presidente statunitense Richard Nixon e al presidente del consiglio italiano Giulio Andreotti.
Con Sinatra, ha raccontato Viola pochi anni fa, era bellissimo suonare perché imprevedibile ed era allo stesso tempo intrigante esibirsi con lui. "Era tutto molto sfidante ed eccitante perché non sapevi mai dove andasse a parare, non cantava mai due volte nello stesso modo una canzone" .
Ma Viola fu anche celebre compositore di colonne sonore di film; un esempio è il suo contributo in West Side Story e ne Il padrino. Ha poi collaborato con famosi artisti, come ad esempio Natalie Cole.
Continuò a esibirsi anche in tarda età, apparendo al New Orleans Jazz festival di Ascona, in Svizzera, nel 2002, al festival Jazz di Wrehxam, in Inghilterra nel 2004 e ad una cerimonia della consegna di un premio alla carriera, sempre nel 2004.
L'ultima sua esibizione è avvenuta nel gennaio 2007, poco prima della morte, avvenuta il 21 febbraio per un cancro.